# Monte Vélan
O  Monte Vélan, encontra-se nos Alpes Peninos, do lado italiano no Vale de Aosta e do lado suíço no cantão do Valais.
O  Monte Vélan fica próximo do colo do Grande São Bernardo, que faz de linha de separação das águas entre o vale de Valpelline e o vale do Grand Saint-Bernard

## História do alpinismo
Este monte teve muita  importância na história do alpinismo pois que no Monte Agulha no Maciço do Vercors, no Monte Titlis mos Alpes Berneses, no Monte Buet no Maciço do Giffre e no Monte Vélan dos Alpes Peninos se efectuaram as primeiras conquistas do Maciço do Monte Branco já no século XVIII.

## Ascensões
A primeira ascensão foi feita a 20 de setembro de 1770 pelo padre Laurent-Joseph Murith com  Moret e Genoud